# هواکایپاکا
هواکایپاکا (به اسپانیایی: Huacaypaca) یک کوه در پرو است که در Peru, Lima Region واقع شده‌است. هواکایپاکا ۵٬۳۶۵ متر بالاتر از سطح دریا واقع شده‌است.